# Stazione di Canne della Battaglia
Stazione di Canne della Battaglia vasútállomás Olaszországban, Puglia régióban, Cannae településen.

## Vasútvonalak
Az állomást az alábbi vasútvonalak érintik:
- Barletta–Spinazzola-vasútvonal

## Kapcsolódó állomások
A vasútállomáshoz az alábbi állomások vannak a legközelebb: 
- Monte Altino railway stop
- Casalonga railway station